# Nicolas Batum
Nicolas Batum (Lisieux, 14 de diciembre de 1988) es un jugador de baloncesto francés que pertenece a la plantilla de Los Angeles Clippers de la NBA. Mide 2,03 metros, y juega en la posición de alero.

## Trayectoria deportiva

### Liga francesa
Pasó a pertenecer a las categorías inferiores del Le Mans S.B. de la liga francesa en 2003, debutando en el primer equipo en la temporada 2006-07, promediando 5 puntos y 2,8 rebotes por partido, mejorando ostensiblemente al año siguiente, cuando logró 12,3 puntos y 5 rebotes.

### NBA

#### Portland Trail Blazers (2008–2015)
Fue elegido en la vigesimoquinta posición del Draft de la NBA de 2008 por Houston Rockets, pero sus derechos fueron traspasados a Portland Trail Blazers a cambio de los de Darrell Arthur y Joey Dorsey, equipo con el que firmó en julio de 2008. En los cinco partidos que disputó en la Liga de Verano celebrada en Las Vegas, consiguió unos promedios de 6,8 puntos, 4,6 rebotes y 1,2 asistencias por partido.
El 25 de junio de 2012, se convierte en agente libre, momento en que los Minnesota Timberwolves le hacen una oferta de un contrato de $46 millones en cuatro años. Pero el 18 de julio de 2012, los Blazers igualan la oferta y Batum seguirá jugando el Portland hasta la temporada 2015–16.

##### Lockout (2011)
En agosto de 2011, a consecuencia del parón propiciado por el lockout, decidió regresar a la liga francesa militando en el SLUC Nancy hasta el final del cierre patronal de la NBA.

#### Charlotte Hornets (2015–2020)

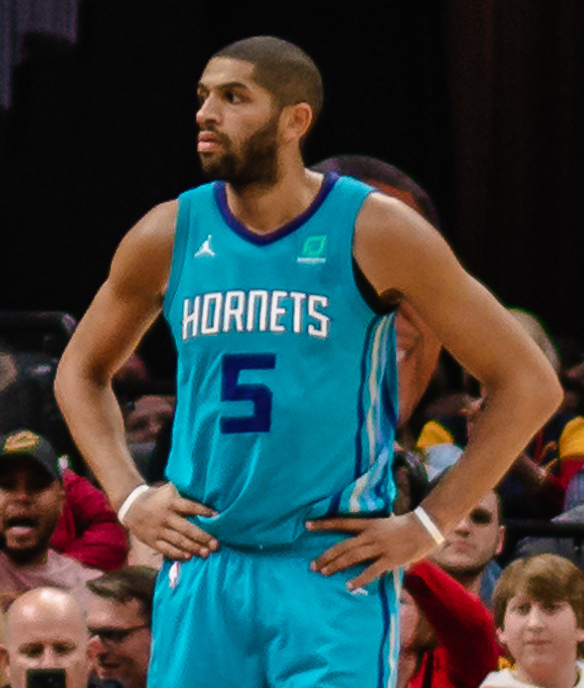
Batum con Charlotte en 2019.

Tras 7 temporadas en Portland, el 25 de junio de 2015 fue traspasado a los Charlotte Hornets a cambio de Noah Vonleh y Gerald Henderson.
Después de cinco años en Charlotte, el 29 de noviembre de 2020, es cortado por los Hornets.

#### Los Angeles Clippers (2020-2023)
El 1 de diciembre de 2020 firma con Los Angeles Clippers.
El 2 de agosto de 2021, acuerda una extensión de contrato con los Clippers por 2 años.
El 30 de junio de 2022 acuerda una extensión de contrato con los Clippers por 2 años y $22 millones.

#### Philadelphia 76ers (2023-2024)
El 30 de octubre de 2023 es traspasado a Philadelphia 76ers, junto a Marcus Morris, Robert Covington y KJ Martin, a cambio de James Harden, PJ Tucker y Filip Petrušev.

#### Los Angeles Clippers (2024-presente)
Tras una temporada en Philadelphia, el 1 de julio de 2024 regresa a Los Ángeles, firmando por dos temporadas y $9,6 millones con Los Angeles Clippers.

## Selección nacional
Ha sido internacional con la selección francesa en las categorías sub-16 y sub-18, ganando con esta última el premio al mejor jugador del campeonato.
Ganó la plata en el Eurobasket 2011 y el oro en el Eurobasket 2013.
En septiembre de 2014, fue miembro de la selección francesa que obtuvo el bronce en la Copa Mundial de Baloncesto celebrada en España.
Al año siguiente ganó el bronce en el Eurobasket 2015.
En septiembre de 2019, fue miembro de la selección francesa que obtuvo el bronce en la Copa Mundial de Baloncesto celebrada en China.
En verano de 2021, fue parte de la selección absoluta francesa que participó en los Juegos Olímpicos de Tokio 2020, que ganó la medalla de plata. En el partido de semifinales que le enfrentaba a la selección de Eslovenia fue clave al realizar un tapón a falta de escasos segundos a Klemen Prepelič, cuando el equipo de Francia ganaba de 1.
Durante agosto y septiembre de 2023 fue integrante de la selección de Francia que participó en el Mundial de 2023 celebrado en Asia, y que finalizó en decimoctavo lugar.
Entre julio y agosto de 2024 fue parte de la selección absoluta de Francia, que disputó los Juegos Olímpicos de París, y que ganó la plata, tras perder la final ante Estados Unidos.
Después de conseguir la medalla de plata en los Juegos Olímpicos de París 2024 anuncia su retirada de la selección francesa. Consiguió un total de 7 medallas en competiciones oficiales con Francia.

## Estadísticas de su carrera en la NBA

### Temporada regular
| Año     | Equipo        | PJ   | PT  | MPP  | %TC  | %3P  | %TL  | RPP | APP | ROB | TPP | PPP  |
| ------- | ------------- | ---- | --- | ---- | ---- | ---- | ---- | --- | --- | --- | --- | ---- |
| 2008-09 | Portland      | 79   | 76  | 18.4 | .446 | .369 | .808 | 2.8 | .9  | .6  | .5  | 5.4  |
| 2009-10 | Portland      | 37   | 25  | 24.8 | .519 | .409 | .843 | 3.8 | 1.2 | .6  | .7  | 10.1 |
| 2010-11 | Portland      | 80   | 67  | 31.5 | .455 | .345 | .841 | 4.5 | 1.5 | .9  | .6  | 12.4 |
| 2011-12 | Portland      | 59   | 34  | 30.4 | .451 | .391 | .836 | 4.6 | 1.4 | 1.0 | 1.0 | 13.9 |
| 2012-13 | Portland      | 73   | 73  | 38.5 | .423 | .372 | .848 | 5.6 | 4.9 | 1.2 | 1.1 | 14.3 |
| 2013-14 | Portland      | 82   | 82  | 36.0 | .465 | .361 | .803 | 7.5 | 5.1 | .9  | .7  | 13.0 |
| 2014-15 | Portland      | 71   | 71  | 33.5 | .400 | .324 | .857 | 5.9 | 4.8 | 1.1 | .6  | 9.4  |
| 2015-16 | Charlotte     | 70   | 70  | 35.0 | .426 | .348 | .849 | 6.1 | 5.8 | .9  | .6  | 14.9 |
| 2016-17 | Charlotte     | 77   | 77  | 34.0 | .403 | .333 | .856 | 6.2 | 5.9 | 1.1 | .4  | 15.1 |
| 2017-18 | Charlotte     | 64   | 64  | 31.0 | .415 | .336 | .831 | 4.8 | 5.5 | 1.0 | .4  | 11.6 |
| 2018-19 | Charlotte     | 75   | 72  | 31.4 | .450 | .389 | .865 | 5.2 | 3.3 | .9  | .6  | 9.3  |
| 2019-20 | Charlotte     | 22   | 3   | 23.0 | .346 | .286 | .900 | 4.5 | 3.0 | .8  | .4  | 3.6  |
| 2020-21 | L.A. Clippers | 67   | 38  | 27.4 | .464 | .404 | .828 | 4.7 | 2.2 | 1.0 | .6  | 8.1  |
| 2021-22 | L.A. Clippers | 59   | 54  | 24.8 | .463 | .400 | .658 | 4.3 | 1.7 | 1.0 | .7  | 8.3  |
| 2022-23 | L.A. Clippers | 78   | 19  | 21.9 | .420 | .391 | .708 | 3.8 | 1.6 | .7  | .6  | 6.1  |
| 2023-24 | L.A. Clippers | 3    | 0   | 18.0 | .375 | .286 | —    | 2.3 | 1.7 | 1.0 | 1.3 | 2.7  |
| 2023-24 | Philadelphia  | 57   | 38  | 25.9 | .456 | .399 | .714 | 4.2 | 2.2 | .8  | .6  | 5.5  |
| 2024-25 | L.A. Clippers | 78   | 8   | 17.5 | .437 | .433 | .810 | 2.8 | 1.1 | .7  | .5  | 4.0  |
| Total   | Total         | 1131 | 871 | 28.9 | .437 | .369 | .832 | 4.8 | 3.1 | .9  | .6  | 10.0 |

### Playoffs
| Año   | Equipo        | PJ | PT | MPP  | %TC  | %3P  | %TL  | RPP | APP | ROB | TPP | PPP  |
| ----- | ------------- | -- | -- | ---- | ---- | ---- | ---- | --- | --- | --- | --- | ---- |
| 2009  | Portland      | 6  | 5  | 10.5 | .556 | .500 | .000 | .5  | .2  | .2  | .3  | 2.0  |
| 2010  | Portland      | 6  | 6  | 23.2 | .459 | .429 | .750 | 3.2 | .8  | .3  | .0  | 8.2  |
| 2011  | Portland      | 6  | 0  | 25.2 | .413 | .269 | .750 | 1.7 | 1.3 | .8  | .8  | 8.0  |
| 2014  | Portland      | 11 | 11 | 41.7 | .472 | .350 | .800 | 7.6 | 4.8 | 1.3 | .5  | 15.2 |
| 2015  | Portland      | 5  | 5  | 41.8 | .343 | .333 | .769 | 8.6 | 5.2 | .2  | .2  | 14.2 |
| 2016  | Charlotte     | 5  | 2  | 28.8 | .378 | .273 | .850 | 3.6 | 2.0 | .4  | .0  | 11.4 |
| 2021  | L.A. Clippers | 19 | 10 | 29.2 | .486 | .389 | .826 | 5.5 | 2.1 | 1.3 | .5  | 8.1  |
| 2023  | L.A. Clippers | 5  | 3  | 18.3 | .421 | .353 | —    | 2.2 | 1.2 | .4  | .4  | 4.4  |
| 2024  | Philadelphia  | 6  | 0  | 28.3 | .414 | .409 | .625 | 5.8 | 1.3 | .2  | .8  | 6.3  |
| 2025  | L.A. Clippers | 7  | 0  | 24.6 | .394 | .394 | —    | 3.9 | 2.0 | .9  | 1.7 | 5.6  |
| Total | Total         | 76 | 42 | 28.3 | .436 | .361 | .791 | 4.7 | 2.2 | .8  | .6  | 8.6  |